# Gregorio Amaseo
Gregorio Amaseo (Udine, 12 marzo 1464 – Udine, 22 luglio 1541) è stato un umanista italiano.

## Biografia
Nacque da Benvenuta Radia e da Giovanni Celio Amaseo. Gli Amaseo erano di lontane origini bolognesi, essendo stati i fratelli Francesca e Masio Bonacossa i primi a trasferirsi a Udine da Bologna nel 1308, assumendo poi i discendenti di Masio il cognome Amaseo (o Amasei o De Masiis).
Gregorio studiò lettere classiche sotto Marcantonio Sabellico che egli sostituì nell'insegnamento, insieme con Bartolomeo Uranio prima, e con il fratello Girolamo poi, nel 1483, quando quegli passò a insegnare allo Studio veneziano. Gregorio continuò tuttavia a studiare filosofia, non esitando intanto a frequentare i locali conventi femminili di Santa Chiara e di San Niccolò: da suor Fiore di Marano ebbe, il 24 giugno 1489, il figlio Romolo: lo scandalo provocò la revoca del suo incarico di insegnante e la sua condanna a due anni di carcere, subito ridotti a sei mesi di esilio. La vicenda non sembra aver pregiudicato la considerazione in cui veniva tenuto, se il 2 settembre di quello stesso anno, insieme con il fratello Girolamo, a Duino fu incoronato poeta da Federico III.
Trasferitosi a Padova con il figlio Romolo, vi insegnò e si laureò in filosofia e in utroque iure, ossia in diritto civile e canonico, sotto l'insegnamento di Giovanni Campeggi; nel 1497 vi sposò Maria Vitelli, dalla quale non ebbe figli. Alla ricerca di una sistemazione confacente alle sue capacità e ambizioni, si spostò spesso tra Padova, Venezia e Udine: qui recitò, il 19 giugno 1489, il Panegyricus pro Utinensibus dictus sanctissimo cardinali Dominico Grimano, in occasione dell'insediamento di Domenico Grimani al patriarcato di Aquileia; l'anno dopo professava l'avvocatura a Venezia da dove si spostò ancora a Udine e di qui ancora nella città lagunare per succedere, il 3 dicembre 1501, al defunto Giorgio Valla nella cattedra di latino e greco, che tenne per tre anni venendo poi destinato ad altri incarichi, tra i quali quello di giudice, a Bologna, nel 1506.
La guerra tra le potenze europee e Venezia lo coinvolse direttamente: nel 1509 fu fatto prigioniero dall'esercito papalino e il figlio Romolo fu costretto a pagare un riscatto per la sua libertà. Perduta ogni cosa, andò a Udine, dove nel 1510, morendo il fratello maggiore Leonardo, dovette prendersi cura della sua numerosa famiglia e fu in parte coinvolto nei violenti disordini politici provocati, dopo la perdita di parte del Friuli a vantaggio degli Asburgo, dalla lotta tra le fazioni degli Zambarlani, popolani e filo-veneziani, e degli Strumieri, nobili filo-imperiali, che insanguinarono la città nel 1511 e che egli descrisse nella Historia della crudel zobia grassa ("Storia del crudele giovedì grasso"); si aggiunsero a quelle calamità un terremoto e la peste.
Il fratello aveva curato la stesura, dal 1508, di un diario degli avvenimenti politici della città di Udine: dapprima Gregorio affidò la continuazione di quelle narrazioni al notaio Giovanni Antonio Azio poi, dalla fine del 1513 fino alla morte, se ne occupò lui stesso. Questi diari, pubblicati solo nel 1884, costituiscono l'opera maggiore che di lui ci resti.
Con la morte dell'altro fratello Girolamo, nel 1517, rimase il punto di riferimento di tutti gli Amaseo: consigliò il figlio Romolo, perennemente incerto sull'indirizzo da dare alla sua carriera, e favorì il nipote Celio, suo ripetitore a Udine e poi insegnante a Bologna e ad Avignone. Oltre a insegnare a Udine - dove ebbe tra i suoi allievi Marquardo Susanna - Gregorio fu oratore di Udine a Venezia, e due orazioni compose per Carlo Contarini, in occasione del suo trasferimento alla corte di Vienna, e per il cardinale Marino Grimani, quando nel 1524 assunse il patriarcato di Aquileia, subentrando allo zio Domenico.
Nel 1530, ormai vecchio, lasciò l'insegnamento. Rimase vedovo nel 1540 e l'anno dopo raggiunse la moglie nella cappella di famiglia della chiesa di San Pietro Martire. Nella Sala del Gran Consiglio, in Palazzo Ducale, è dipinta la sua immagine, accanto a quelle di Marcantonio Sabellico e di Giorgio Merula.

## Opere
- Panegyricus pro Utinensibus dictus sanctissimo cardinali Dominico Grimano patriarchae aquileiensi religiosissimo, Venetiis s. d.
- Oratio de laudibus studiorum humanitatis et eloquentiae, Venetiis 1501
- Absque natura, arte et usu nil prorsus effici posse, Ambrosianus D 328 inf. (1502)
- Descriptio geographica Italiae et provinciae Foroiuliensis, ms 12902, Bibliothèque Nationale, Paris (ca 1530)
- Diarii udinesi dall'anno 1508 al 1541, con Leonardo Amaseo e Giovanni Antonio Azio, cod. Ambrosianus D 185 inf, editi da A. Ceruti, Venezia 1884
- Dela vita et costumi de Lonardo Amaseo e dela sua progenie. Breve compendio notato per mi Gregorio Amaseo suo fradello, in «Diarii ... », Venezia 1884
- Historia della crudel zobia grassa et altri nefarii excessi et horrende calamità intervenute in la città di Udine et patria del Friuli del 1511, in «Diarii ... », Venezia 1884